# Clearview (Ontario)
Clearview est un canton situé dans le comté de Simcoe dans le Centre de l'Ontario au Canada. Il se trouve à l'ouest de Barrie et au sud de Collingwood et de Wasaga Beach.

## Histoire
Le canton de Clearview a été créé le 1er janvier 1994 par la fusion du ville de Stayner, du village de Creemore et des cantons de Nottawasaga et de Sunnidale. Ces deux derniers avaient été incorporés respectivement en 1851 et en 1858.

## Hameaux
Le canton de Clearview comprend les communautés d'Avening, de Batteaux, de Brentwood, de Cashtown Corners, de Creemore, de Dunedin, de Duntroon, de Glen Huron, de Maple Valley, de New Lowell, de Nottawa, de Pretty River Valley, de Smithdale, de Stayner, de Sunnidale, de Sunnidale Corners et de Websterville.

## Démographie
| 2001   | 2006   | 2011   | 2016   |
| ------ | ------ | ------ | ------ |
| 13 796 | 14 088 | 13 734 | 14 151 |

## Annexe